# Peters Lake, Sudbury
Peters Lake är en sjö i Kanada.   Den ligger i distriktet Sudbury och provinsen Ontario, i den sydöstra delen av landet, 700 km väster om huvudstaden Ottawa. Peters Lake ligger 446 meter över havet. Arean är 1,2 kvadratkilometer. Den ligger vid sjöarna  Lower Prairie Bee Lake Prairie Bee Lake Soretooth Lake och Windermere Lake. Den sträcker sig 2,4 kilometer i nord-sydlig riktning, och 1,5 kilometer i öst-västlig riktning.
I omgivningarna runt Peters Lake växer i huvudsak blandskog. Trakten runt Peters Lake är nära nog obefolkad, med mindre än två invånare per kvadratkilometer.